# مجمع الطيران الباكستاني
مجمع الطيران الباكستاني هو المرفق المسئول عن صيانة وتجميع وتصنيع طائرات الجيش الباكستاني. يقع المجمع في كامرا بولاية البنجاب، ويعد ثالث أكبر مصنع تجميع في العالم.

## العمليات
بدأ المجمع عملياته بثلاثة مشاريع: بي-721, بي-741, بي-751، حيث الرقمين الأولين يرمزان لسنة الموافقة علي تنفيذ المشروع، أما الرقم الأخير فهو مسلسل المشاريع.

### مصنع إف-6
يعرف بالمشروع بي-721، وغرضه إصلاح وتصنيع أجزاء الطائرات الصينية الموجودة في الخدمة لدي سلاح الطيران الباكستاني.

### مصنع الميراج
يعرف بالمشروع بي-741، وغرضه إصلاح وتصنيع أجزاء طائرات الميراج الفرنسية الموجودة في الخدمة لدي سلاح الطيران الباكستاني: ميراج الثالثة وميراج 5. قام المصنع بعمليات صيانة لطائرات ميراج تابعة لدول أخرى أيضا. كما توسع المصنع وقام بعمليات صيانة وإصلاح لمحركات تربو ال (إف100 برات وويتني) الخاصة بطائرات إف-16 الباكستانية.

### مصنع تصنيع الطائرات
يعرف بالمشروع بي-751، مخصص لتصنيع الطائرات العسكرية الثقيلة. يقوم المصنع بتصنيع الطائرة التدريبية «إم إف آي-17 مشاق» نسخة مرخصة من طائرة «ساب سفاري». كما قام بتطوير وتعديل هذه الطائة منتجا الطائرة «إم إف آي-395 سوبر مشاق». تطوير طائرة التدريب المتوسطة/المتقدمة «كاراكورام كي-8» تم بالتعاون مع شركة نانتشانغ لصناعة الطائرات من الصين. طائرة «جي إف-17 ثاندر»، وهي مشروع مشترك بين الصين وباكستان، دخلت الآن حيز الإنتاج في المصنع. كل الطائرات التي ينتجها المصنع موجودة الآن في الخدمة في سلاح الطيران الباكستاني. كما يقوم المصنع بتطوير طائرة بدون طيار للاستخدام كأهداف تدريبية.

### مصنع الرادار وتكنولوجيا الطيران
عام 1983 تم إنشاء مركز صيانة الرادارات، للقيام بصيانة وإعادة تصنيع الرادارات الأرضية. عام 1989 تمت عملية توسعة إلى مصنع الرادارات وتكنولوجيا الطيران. أصبح المصنع قادر على صيانة وتجميع الرادرات الجوية بجانب الأرضية، والإلكترونيات وتكنولوجيا الطيران. وهو المصنع الوحيد الحاصل علي الأيزو 9200 في المجمع. قام المصنع بتحديث نظام الرادارات في الطائرة «تشنجدو جي-7» التابعة لسلاح الطيران الباكستاني.

## المنافسة
بالقدرات الحالية للمجمع، أصبح قادرا على المنافسة المحلية والدولية والمنافسة في المشاريع التجارية أيضا.

## الإنتاج
الطائرات
- جيه إف-17 ثاندر
- إم إف آي-17 مشاق
- إم إف آي-395 سوبر مشاق

أجزاء الطائرات
- كاراكورام كي-8

صيانة الطائرات
- إف-16
- ميراج الثالثة
- ميراج 5
- تشنجدو جي-7
- شنيانج إف-6
- نان شانغ إيه-5

طائرات بدون طيار
- أبابيل
- باز

‌